# 艾薇·瓦倫汀
伊莎貝拉·瓦倫汀或通稱艾薇，登場於南夢宮旗下格鬥遊戲《魂之系列》的虛構人物。她最先在於1998年的《劍魂》中出場並持續出現在其續作中，同時也現身於該系列的各種相關商品中。日本配音員冬馬由美、東條加那子和澤城美雪都曾詮釋該角的語音，而英語版則包括芮妮·赫維特（Renee Hewitt）和蘭妮·蜜妮拉。
在遊戲中，生長於貴族家族的她在父親因沉迷被詛咒的「邪劍（ソウルエッジ）」而去世後，渴望摧毀該劍；同時也得知自己是不死海盜塞凡堤斯的私生女兒。因塞凡堤斯的襲擊導致她的靈魂耗盡之後，艾薇使用了一個臨時的人造靈魂維持生命並繼續朝著目標前進。
艾薇被視為該系列中的重要支柱以及傑出角色之一；同時，她也常被當作系列的海報女郎。自從引起外界關注後，艾薇一直被評論家視為極具魅力且強勁的角色，並以其性魅力的形象而聞名。該角收穫的評價各有不同，有人認為過於其性感的要素並非必要，而另一種聲音則認為這方面是角色設計中不可或缺的一環，且這使她更加知名。

## 概念與歷史
作為於1998年在《魂之系列》中引入的角色，早在該角的其他元素之前，艾薇的招牌武器被選為遊戲中獨一無二的「蛇腹劍」。然後，從性別、身形到最後的背景細節，她的設計和概念圍繞著該武器所展開。在概念藝術家填上她的外型及姿態後，設計團隊將其彩現成3D模型。然後主要由平田尚武使用動作捕捉來創建她在遊戲中的人物動作，其動畫設計是由渋江康士負責，且在不使用動作捕捉的情況下針對演員難以做到的動作創建了多組動畫。在此階段，團隊還與《魂之系列》故事創作者合作，以根據劇情需要來完善角色。
在開發過程中，考慮了艾薇設計的許多替代方案，包括男忍者、木乃伊和小女孩，而武器則保持不變，唯獨大小有所變化。在開始製作《劍魂II》時，艾薇是開發團隊在前作中最喜歡的角色。製作人世取山宏秋認為該角的戰鬥風格並未在《劍魂》中完美表達，該項目為此開始專注於艾薇上，以使她更加「獨特地致命」。南夢宮將艾薇、多喜和夢魘共同稱為該系列在北美市場上最受歡迎的三名角色。《劍魂V》製作人久春日強調，高人氣是該角被納入遊戲的原因，而其外的理由是她的戰鬥風格和在遊戲故事線中的作用。

### 設計

艾薇的各種備用設計

艾薇看上去是名高挑、有著白色短髮的女人；四肢被紫色的緊身連衣褲覆蓋，並去除了部分衣料以露出乳溝、臀部和腹部。在腿部以綁腿連接著襪帶和緊身衣褲。相同材質的袖子包覆著她的右臂和手部，而左臂的手和肩則被盔甲所覆蓋。左肩甲的設計融合了都铎玫瑰，而盔甲板的設計則類似於劍的鏈節。在初始的角色概念中，還考慮了讓她的臉部和右眼被面具覆蓋，但此設計最終被放棄。雖然她的設計隨著在系列中的登場而略有改變，但除了在後期的設計中取下手套外，這一概念在全系列中都保持了一致。艾薇的身高達179公分（5英尺10 1⁄2英寸），使她成為系列中最高的女性角色；其胸圍最大為100公分（39英寸），開發人員認為她在《劍魂IV》中的這方面呈現地太過頭。
艾薇在遊戲中的備用角色設計與她的主要設計形成鮮明對比，從《劍魂》到《劍魂III》的次要設計包括藍色或紅色褲子、背心和夾克的伯爵夫人式服裝，穿著白色靴子並將頭髮側梳。在《劍魂II》時，增加了第三種替代設計，包括紅色緊身連衣褲和帶金飾的手套，腿上有紅色長襪。此外，設計方還考慮了第四種像是她在《劍魂》結束時的外貌——她的緊身衣托著乳房並在正面披上象徵商神杖的斗篷，但並未採用。在《劍魂III》中的是玫瑰花主題的長禮服，戴著帽子和面紗，這用於第三種的備用設計，也是幾種曾被考慮的設計之一。而在《劍魂IV》中，一件類似風格的黑色連衣裙被當作艾薇唯一的備用設計。
在早期《劍魂》街機版的某些版本中，艾薇的默認服裝穿有淡紫色緊身衣，以遮住她暴露的皮膚。在《劍魂IV》，艾薇於宣傳網站上的外觀當放到英語版網站時上進行了修改，以隱藏她部分的乳溝；這導致外界質疑該遊戲在美國發售時受到審查。當被問及審查制度時，遊戲導演佐佐木勝俊表示自己對此一無所知。當在北美發售時，遊戲中並未有任何因審查而作出的修改。
在日語版中，冬馬由美負責在《劍魂》、《劍魂II》、《劍魂III》和《女王之門：混沌螺旋》中為艾薇配音。《劍魂傳奇》、《劍魂IV》及《劍魂：破碎的命運》由東條加那子配音。而在《劍魂V》和《劍魂VI》中則由澤城美雪詮釋。除了未有英語版配音的遊戲外，芮妮·赫維特（Renee Hewitt）在《劍魂II》中為艾薇配音；蘭妮·蜜妮拉擔任艾薇配音的次數則較多，包括《劍魂III》、《劍魂傳奇》、《劍魂IV》、《劍魂：破碎的命運》、《劍魂V》和《劍魂VI》。

## 登場

### 在電子遊戲中
在《劍魂》中，艾薇出身於英格蘭倫敦的貴族家庭——瓦倫汀。艾薇的父親痴迷於被詛咒的「邪劍（ソウルエッジ）」並努力工作直至死亡。母親不久後去世，並向艾薇透露她不是他們的親生女兒。艾薇成為一名鍊金術士後，決定將害死父親的邪劍摧毀，結果不經意地召來了邪劍的現任主人夢魘，並被說服成為他的僕人之一；但她仍未意識到對方持有自己追求的邪劍。了解了真相之後，艾薇得知她的真正父親是劍的前任主人——不死海盜塞凡堤斯；艾薇離去後踏上了銷毀劍旅程。在受到塞凡堤斯的襲擊後，艾薇的靈魂在《劍魂IV》中耗盡。多年後，當邪劍再次現身時，她用人造的靈魂來維持生命，並擔任年輕戰士們的導師，同時也在繼續朝著目標前進。
在主系列外，艾薇還登場於前傳《劍魂傳奇》中，與主角齊格飛及其盟友洛伊德·亞文格結盟。在《劍魂：破碎的命運》的故事線（《劍魂IV》事件過後的番外篇）中，艾薇協助希德嘉一夥找到了治療她父親病的方法，並調配出了藥而使對方的父親逐漸康復。她以在《劍魂IV》中的角色設計於《女王之門：混沌螺旋》中擔任嘉賓角色。
艾薇的蛇腹劍「瓦倫汀」是《劍魂》中攻擊範圍最長的武器，瓦倫汀是以數把小刀刃透過鍊子連結在一起，能夠任意轉換成大刀或九節鞭的型態。艾薇在系列中能以不同的站位來呈現這些型態，每種型態能讓她做出許多攻擊方式，如將劍的刀片分解並以各種方式攻擊對手，然後再重新組合在劍鏈上。由於她的多樣性，艾薇被認為能夠在任何範圍內進攻，但除非範圍剛好是對手的弱點，否則難以上手。此外，她的一些招式需要透過輸入複雜的指令並要求與其他動作配合來完成，例如召喚痛苦（Summoning Suffering）和災難交響曲（Calamity Symphony）。

### 營銷

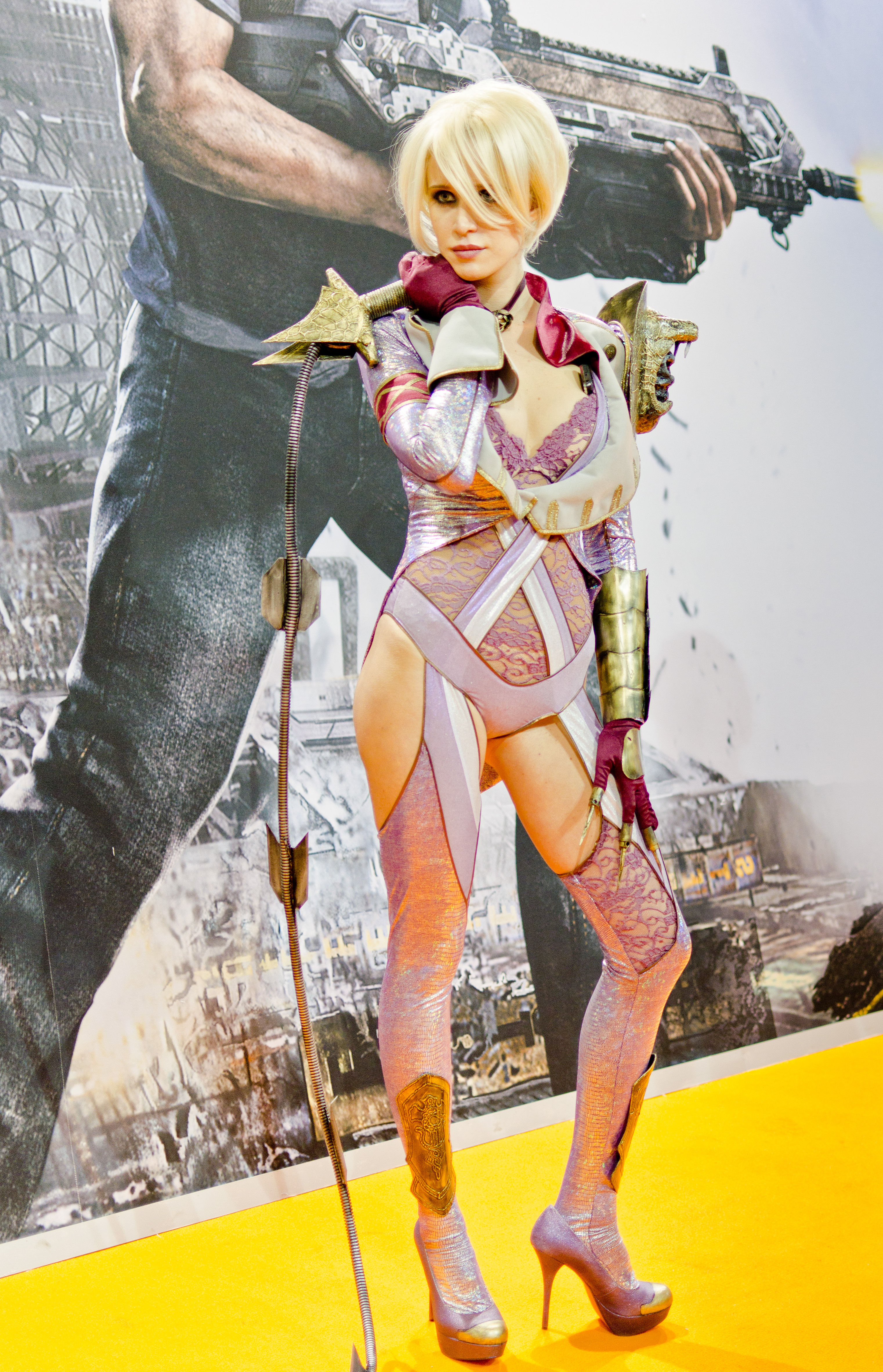
一位宣傳模特兒在2011年的IgroMir上為《劍魂V》的宣傳而扮演成艾薇

在所有角色中，艾薇被官方選為用於《劍魂II》街機傳單的精選角色，在該系列遊戲的其他印刷廣告中也曾出現。她已出現在該系列中所有于索尼主機推出遊戲的封面上，甚至是发行于任天堂Wii的遊戲《劍魂傳奇》。她也隨希德嘉與齊格飛在《劍魂IV》的白色Xbox 360搖桿上的插圖出現，而在南韓發售的紫丁香色PSP的外包裝插圖上也能見到她。此外，該角還分別用在《劍魂IV》及其後的《劍魂：破碎的命運》的技術演示和宣傳傳單中。在《劍魂傳奇》的《KEROKERO ACE》改編漫畫中，系列角色們以連續插科打諢的幽默風登場，其中齊格飛為艾薇的個子明顯比自己高而感到煩惱。2011年，《劍魂V》的俄羅斯發行商1C公司聘請模特兒阿琳娜·里亞賓娜（Arina Ryabinina）在當年的IgroMir大會上扮演成艾薇，以促進遊戲的銷售。早於1999年，《劍魂》的Dreamcast廣告就已著重於她的亮麗外表；在廣告中一名男子在汽車戲院與女友相吻，但卻中途停下來盯著大銀幕上的艾薇。而在《劍魂V》於日本的兩則印刷廣告中分別突出了艾薇的乳溝和臀部的特寫圖像，以及關於它們的雙關宣傳語，且包括《日刊體育》在內的各種日本主流報紙上皆有刊登。
艾薇還推出了幾款可動人偶和小人偶，如來島工作室（クルシマ製作所）透過樹脂盒包裝的八分之一人偶及Kyosho出品的雕像。2003年8月，麥法蘭玩具推出了包含艾薇在內的《劍魂II》角色雕像。公司以她在《劍魂II》的造型於2006年推出了4英寸高的小雕像，以作為扭蛋「南夢宮女孩系列第五彈（Namco Girls Series）」的一部分。enterbrain於2008年9月發售了以她在《劍魂III》為原型的PVC雕像，她身穿白色的衣裝和展開的蛇腹劍；同時還製作了一款代表「國際色彩」的深藍色衣裝版本。為了紀念她在《女王之門：混沌螺旋》中的登場，Hobby Japan在2011年推出了艾薇的郵購獨家八分之一比例PVC雕像。2012年，公司製作了艾薇的搖頭娃娃，以作為預購《劍魂V》標準版和珍藏版的附贈品。

## 反響
雖然常被認為是《魂之系列》中較難上手的角色之一，但艾薇本身則獲得了普遍好評，並被視為系列中最佳角色，以及格鬥遊戲中令人難忘且重要的角色之一。2015年，在《劍魂》官方Facebook頁面的民意調查中，艾薇被評為該系列粉絲中人氣第四高的角色。IGN網站的傑西·謝登（Jesse Schedeen）在《魂之系列》的十大戰士角色中將艾薇名列第二，並表示：「很少有魂戰士能夠像艾薇那樣恰當地概括該系列的內容。」《Complex》的瑞奇·奈特（Rich Knight）將艾薇列於《劍魂》系列二十大角色中的第七位。網站的約翰·華倫（John Warren）在系列十大角色中排行中將她名列第九，認為該角是該系列的「海報女郎」，並且稱她為「正直的馬基雅維利混蛋」。艾薇在網站的約書亞·奧利維耶里（Joshua Olivieri）之系列十大角色排行中排名第六，並被奧利維耶里稱讚了該角的戰鬥力。
2009年，她與其他女性電子遊戲角色共同被法國雜誌列為遊戲中的頂級女英雄之一。在一書中，艾薇被引用為《劍魂II》及包括《真人快打》、《快打旋風》在內的遊戲於現實世界中的對比示例。《Play》雜誌稱她為「3D戰鬥中最出色的女性」，同時也是筆者在系列中最愛遊玩的角色。《Tom's 硬體指南》的羅布·萊特（Rob Wright）將她列入電子遊戲史上五十位最偉大的女性角色名單，並表示「作為常與其他魂人物發生的反英雄，艾薇是格鬥遊戲中的迷人角色」。UGO.com的K·托爾·詹森（K. Thor Jensen）將艾薇排上「五十大壞女人」中的第十六名；除了強調她在《劍魂》（1998年）中扮演的對手的角色外，他還補充說由於她的魅力可能讓人「很難真正看透（她）的反派」，且外表和態度得以成為「令人恐懼的勁敵」。於2007年將艾薇列入他們期望在《任天堂明星大亂鬥X》（於2008年發售）現身的嘉賓角色名單中。GameSpy網站將她納入「二十五名難操作的格鬥家」名單，同時也稱讚了她殘忍的戰鬥風格和武器。
GameDaily網站的克里斯·布法（Chris Buffa）點名她和《魂之系列》的其他女角作為電子遊戲中強大女性角色代表的例子。《紐約時報》的馬克·史皮格勒（Marc Spiegler）認為她的外貌與「《駭客任務》為我們帶來的……哥德網路美學」相似，並指出這已過時。還將艾薇列於十一大遊戲女性中的第十名，以及十一大電子遊戲女英雄中的第八名；並表示：「您能說下帶有鞭子的小妞嗎？如果您正在談論《魂之系列》中的艾薇的話，您可以說她很嚇人。」GameCentral將艾薇稱為系列中的最愛：「無法想要遊戲沒有（她）。」

### 性魅力
艾薇的外表、身材、服裝和舉止常成為角色的討論中心，並因此使她成為粉絲的最愛。她常被比喻或描述為一名女狂人，同時也被認為是系列中最性感的女角。她已登上各種第三方媒體和宣傳素材上，包括雜誌泳裝的海報女郎及諸如的年度這樣的期刊:26:30。其他媒體還拿她的魅力與性化和蘿拉·卡芙特進行比較。她也成為了其他角色的原型，而被一些媒體將她的外貌和設計和後來創作的女角做了比較。
自從在《劍魂II》出場之後，艾薇與凡妮莎·Z·施耐德、琉克共同在G4的2004年G-Phoria頒獎典禮上獲得「最火辣角色」的提名；她在2005年頒獎典禮上贏得了「性變態配件」一榮譽。艾薇也出現在其他類似主題的「十大」名單中，如TeamXbox、Machinima.com和Spike TV的名單。艾薇多次出現在的「本週寶貝（Babe of the Week）」系列文章及獨立文章中，並在其「五十大最熱門遊戲美女」文章中排名第十一位。的在「五十大電子遊戲辣妹」一文中將她排在第十八位，並寫道：「無論她在我們心中灌輸多少恐懼，我們都陶醉於從電視機中安全地盯著她的機會。」
然而，人們對角色的性魅力的接受程度卻有所不同，許多媒體都將她的服裝和外貌描述為過度性化且不切實際。印第安纳大学研究人員在2016年進行的一項研究中，發現艾薇是1989年至2014年創作的571名可玩的電子遊戲女角中最性化的角色。該研究以角色「裸露、乳房或臀部的過度肥大以及腰部不切實際地狹窄」作為「性慾亢進的跡象」。Giant Bomb網站將她列為遊戲中性化女人最著名的例子。《遊戲論：電子遊戲的歷史與文化》（Game On: The History and Culture of Videogames）一書以艾薇為例，說明受到「日本的『變形』美學與卡通動畫的全球影響」而影響了現實的角色設計，並指出透過比較她讓諸如蘿拉·卡芙特這樣的角色顯得像個「堅毅的修行人士」。而《種族·性別·媒體：考慮受眾、內容和製作人的多樣性》（Race, Gender, Media: Considering Diversity Across Audiences, Content, and Producers）則用她當作電子遊戲中大多數女性角色的例子，將她的身體和衣服描述為僅是為了玩家的觀看樂趣而創作，且通常都是男性。特拉华大学的日本研究助理教授瑞秋·哈欽森（Rachael Hutchinson）將該角的性化外在和行為描述為開發人員用來強調她那高於平均的身高，這與遊戲中的其他女性相比顯得「異常」，以在此過程中證明「對於女性外表的社會和文化期望」。在Kotaku上的一篇相關文章中，Gamasutra的萊·亞歷珊卓將艾薇當作電子遊戲中對比現實世界代表理想的男女及「性銷售」概念的示例，並指出這種魅力會讓人無意識地將自己帶入這種角色。一項關於電子遊戲的研究指出，艾薇以「成熟」作為在遊戲中主旨，並探討了「電子遊戲辣妹」的日益普及以及男人和女人對它們的反應。
Joystiq網站哀嘆她在《劍魂IV》中的模樣，形容這是像《生死格鬥 沙灘排球》這樣遊戲的極端之處，並指出雖然沒有必要進行全面的重新設計，但「至少《生死格鬥》保持正常範圍的乳房」。MSNBC將她的服裝描述為「荒謬的巔峰之作」，並表示，儘管它圍繞著她蛇蠍美人的方向設計，但生理上顯得難受，且在戰鬥中穿這樣毫無意義。而的前編輯傑夫·傑斯特曼則認為她在《劍魂IV》的更動並非必要：「胸部很棒，但是有一條界線，艾薇越過了這條線。」GamesRadar+的內容編輯大衛·霍頓（David Houghton）將她與類似的角色形容為「青春期手淫幻想」，並直接提到艾薇「並非女權」；並在另一篇文章中稱她為「針對女性性化的荒謬設計之諷刺」並表示，儘管她49歲，但她在《劍魂IV》中相對年輕的外貌還是個「藉口」，這是由於遊戲開發人員不願放棄「其系列海報女孩的青春價值」所致。在2011年的PAX游戏展上，全女性期刊的蘇珊·阿倫特（Susan Arendt）認為角色強力且難以上手，但在初版《劍魂》中掌握好對高手而言富有益處，而在之後的遊戲中她淪為「一個在四處跳動美臀」的角色。談到艾薇在《劍魂VI》中的樣子時，Bleeding Cool網站的蓋文·希恩（Gavin Sheehan）表示：「每次我們看到艾薇·瓦倫汀在《劍魂》露面時，她似乎都變得比以前更加緊身，比以前少了點線或少了兩件以上的衣服，」同時將她的盔甲稱為「實質上的內衣」。而的馬修·海耶斯（Matthew Hayes）則稱她為「衣著暴露的奶子怪物」。GameCentral將艾薇的束裝和設計稱為「與系列開始時相比，現今的問題要出許多」。VentureBeat網站的麥克·米諾蒂（Mike Minotti）將她形容為「大多只有胸部和臀部」並將她的衣服和胸圍描述為「古怪」。《The Spinoff》的山姆·布魯克斯（Sam Brooks）對此評論，艾薇根本「沒有穿衣服」、「不切實際的比例」。網站的珍妮·恩格爾布雷希特（Janine Engelbrecht）將該角在《劍魂VI》中的扮相稱為「簡陋」和「女狂人」。《富比士》的保羅·塔西（Paul Tassi）指出，艾薇的「胸圍似乎隨著遊戲的每一新版本而變得更大，而衣服縮水了」。（Leif Johnson）在《Vice》撰稿表示，艾薇「勉強設法使自己的身體塞進戰鬥裝」。
相較之下，英國雜誌《电脑与电子游戏》稱她在《劍魂IV》中的樣子很吸引人，並表示：「艾薇...我們喜歡她，因為她幾乎不穿任何衣服。是的，我們喜歡這電子遊戲女孩。」的傑西·謝登在一文中指出，雖然她的服裝越過了遊戲規範的界線，但他們對角色的這一方面並沒有實際的投訴。強調，雖然她的外表是她魅力的其一因素，但她的戰鬥技巧和獨特武器也很重要，並補充說「艾薇論劍術上從未令人失望」。萊·亞歷珊卓在GameSetWatch的一篇文章中指出，雖然像萨姆斯·艾仁這樣的角色扮演著「體面的堡壘」，但艾薇這樣的角色在電子遊戲中也扮演著重要角色，他說：「看起來艾薇的背會在打鬥中被折斷－但她是遊戲角色；她會沒事的，為何不只是享受它就好？」的亞當·拉莫斯卡（Adam LaMosca）表示，該角的行為和性吸引力決定了角色，而不是充當無關緊要的方面，並指出：「艾薇過分的女狂人風格完美地彌補了她自信且糟蹋人的舉止。」在他們的「十一大遊戲女角」文章中指出：「《劍魂》揮舞著巨鞭的辣妹不是遊戲中唯一的寶貝或最豐滿的...但她的撩人動作和暴露的服裝使她登上了排行榜。」喜劇演員兼作家莉安娜·凱茲納爾在研究遊戲中女性的女權主義觀點時以艾薇作為對授權女角的誤解為例，指出以神力女超人等角色相比，後者被認為是具有「授與權力」的正面角色，儘管彼此都擁有類似的暴露服裝和身材。她進一步指出，角色因「在沒有任何人幫助的情況下進行她自己的缺陷戰鬥」顯得相當有趣，而熱愛遊戲的女性與角色有著更多共同點：「用自製武器武裝，以純粹的意志挑釁、威嚇、殺氣十足和掙扎」。瑪蒂·邁爾斯（Maddy Myers）在的一篇文章中儘管質疑艾薇的服裝選擇（為什麼這個由貴族家庭撫養的女人在圍繞著中世紀華爾滋的歐洲穿著內衣和過膝靴子？），但也暗示她雖然是「主要由男人所設計的性感象徵」，加上她缺乏人性化，但扮演她的女性玩家能夠糾正她。邁爾斯還提到，該系列中最年輕的兩個角色塔莉姆和成美那「莫名其妙的性感設計」並不合適，但由於其乳房的大小，受到的批評遠少於艾薇的設計。《富比士》的保羅·塔西也表達了類似的觀點，並將她與系列中的御劍平四郎做比較：「但是什麼使艾薇的胸部顯得荒謬，沒人表態御劍那頭一樣大的二頭肌？兩者都是基因突變、憑空想像，但一個是性，而另一個則不是。」

## 外部連結
- 劍魂檔案——角色介绍：艾薇 （页面存档备份，存于）（日語）